# Helldorado (альбом)
Helldorado — восьмой студийный альбом американской хеви-метал группы W.A.S.P., выпущенный 18 мая 1999 года.

## Об альбоме
Готовить материал для Helldorado Блэки Лолесс начал ещё в конце 1997 года, но уже в июле 1998 подошел к этому основательно.

 «Соответственно музыке получились и тексты альбома, „Helldorado“ рассказывает о Кадиллаке из Ада, и это очень близко по духу к композиции „Blind In Texas“. Представьте себе десять песен типа „Blind In Texas“, и вы получите наиболее чёткое представление о том, что вас ожидает на альбоме Helldorado. В песнях альбома Kill Fuck Die много рассказывалось об убийствах, на новой же пластинке основной темой является Ад: „Hot Rods To Hell“ — названия песен говорят сами за себя! Ещё одна композиция называется „Can’t Die Tonight“ и в ней рассказывается о том, как высоко ты можешь взлететь, прежде чем упадешь вниз, Как я уже говорил, тематика песен рождается сама собой, и я просто не мешаю этому процессу».
— Блэки Лолесс, 1999

## Список композиций
Все песни написаны Блэки Лолессом
1. «Drive By» — 0:55
2. «Helldorado» — 5:05
3. «Don’t Cry (Just Suck)» — 4:16
4. «Damnation Angels» — 6:27
5. «Dirty Balls» — 5:19
6. «High on the Flames» — 4:11
7. «Cocaine Cowboys» — 3:57
8. «Can’t Die Tonight» — 4:04
9. «Saturday Night Cockfight» — 3:20
10. «Hot Rods to Hell (Helldorado Reprise)» — 4:15

### Бонус-треки японского издания
1. «Don’t Cry (Karaoke Mix)» — 4:26
2. «Dirty Balls (Karaoke Mix)» — 5:35

## Состав
W.A.S.P.
- Блэки Лолесс — вокал, ритм-гитара
- Крис Холмс — соло-гитара
- Майк Дуда — бас гитара, бэк-вокал
- Стет Хоуленд — ударные, бэк-вокал

Технический персонал
- Bill Metoyer — engineer
- Eddy Schreyer, Gene Grimaldi — mastering at Oasis Mastering, Burbank, California
- Roy Z — technical support
- Kosh and Paul Pierandozzi — art direction